# Eugène Delacroix
Ferdinand Victor Eugène Delacroix (Charenton-Saint-Maurice, 26. travnja 1798. – Pariz, 13. kolovoza 1863.), bio je francuski slikar; najistaknutiji predstavnik i zagovornik romantizma u francuskom slikarstvu i nastavljač tradicije Rubensa i venecijanskih slikara. 
Uz slike, ostavio je i Dnevnik (Le Journal d’Eugène Delacroix, I–II, 1932.) ukojemu je četiri desetljeća bilježio misli i uočavanja o umjetničkim pojavama svojega doba; njegovo bogato dopisivanje objavljeno je u dva sveska 1878. god.

## Životopis
Delacroix je rođen u Saint-Maurice-en-Chalanconu, u jugoistočnoj Francuskoj. Nagađa se da je njegov pravi otac bio političar i diplomat Charles Maurice de Talleyrand-Périgord, koji je bio prijatelj obitelji i kojem je po izgledu i karakteru sličio.
God. 1815., u 17. godini života, Eugène Delacroix je stupio u atelje Pierre-Narcissea Guérina, koji je svojim strogim akademskim shvatanjima mogao malo utjecati na Delacroixa. Tu je kopirao djela P. P. Rubensa i Veronesea, a cijenio je i engleske pejsažiste (R. P. Bonnington, John Constable) koje je vidio tijekom svog putovanja u Englesku 1825. god. U pariškom je Salonu debitirao 1822. god. djelom Dante i Vergilije u paklu, kojim je obilježen prijelom između akademskog klasicizma J. L. Davida i novog naziranja, koje se istodobno s književnim romantizmom, borilo za slobodu likovnog izraza. Slika je nastala pod uticajem Géricaultove slike Splav Meduze.
Godine 1832. putuje u Alžir i Maroko, gdje dozrijeva njegov smisao za jake kolorističke ekspresije. Delacroix je velikom upornošću radio skice i studije svega što je vidio, nastojeći naročito fiksirati ritmove pokreta. Boravak u kraju egzotičnih nošnja, krajolika, flore i faune fiksirat će na brojnim platnima u više inačica, neobično bogata ekspresivna kolorita (Alžirke u haremu, 1834., Židovsko vjenčanje u Maroku, 1839., Borba konja u staji).
Od 1833. do 1861. god. izvodio je po narudžbi velike dekoracije u pariškim javnim ustanovama (strop u Senatu, 1846., i Louvreu, 1850.), palačama i crkvama (nedovršena Burbonska palača 1831. – 37.; Borba Jakova s anđelom u crkvi Saint-Sulpice, 1855.).
Delacroix je 1862. sudjelovao u stvaranju Francuskog društva umjetnika (Société Nationale des Beaux-Arts). Njegov prijatelj, pisac Théophile Gautier, postao je predsjedavajući, a slikar Aimé Millet bio je zamjenik predsjednika. 
Zima 1862. – 63. bila je izuzetno teška za Delacroixa. Bolovao je od teške upale grla koja se pogoršala tijekom proljeća. Svojoj pouzdanoj domaćici, Jenny Le Guillou, ostavio je dovoljno novca za život, dok je naredio da se sve u njegovom studiju proda. Dana 13. kolovoza 1863. Delacroix je preminuo i pokopan je na groblju Père Lachaise.

## Djelo
Svojom imaginacijom, dinamikom i patosom te domoljubnim zanosom Eugène Delacroix se suprotstavljao akademskim formulama i ustrajavao na slobodi likovnog izraza. Tako je u vrijeme Srpanjske revolucije 1830. god., u domoljubnom zanosu naslikao čuvenu sliku Sloboda predvodi narod. Slika prikazuje alegorijski lik slobode među stvarnim sudionicima ustanka koje mu je opisao brat, sudionik revolucije.
U odabiru tema i tehnika (uljene boje, akvarel, freska, i dr.) bio je vrlo raznolik, a bio je i neobično dobar crtač.
Slikao je velike kompozicije, u kojima je prikazivao dramatične trenutke iz povijesti (Car Justinijan sastavlja zakonik, 1826.; Križari osvajaju Carigrad, 1841.), mitološku tematiku (Medeja, 1838.), biblijske prizore (Dobri Samaritanac, 1850.; Tobija i anđeo, 1863.), egzotične zvijeri i konje (Lov na lavove, 1854.), teme iz djela Dantea, W. Shakespearea, G. G. Byrona, W. Scotta i J. W. Goethea (većinom u grafici). Slika Pokolj na Khíosu (1824.) prikazuje patnje Grka pod osmanskom vlašću, čime je umjetnik podupirao opću podršku za Grčki rat za neovisnost. Ono je prožeto dramom, unutarnjom napetošću i suosjećanjem za ljude koji pate, kao i većina njihovih slika.
Velikim fresko kompozicijama povijesnih, mitoloških i alegorijskih tema oslikao brojne zidove i stropove javnih i privatnih rezidencija u Parizu i Versaillesu. 
Radio je i portrete, osobito likove glazbenika (Frederic Chopin, Hector Berlioz, Niccoló Paganini). Time što je rehabilitirao boju kao počelo slikarske kreacije, nagovijestio je impresionizam, te nadahnuo slikare kao što su Auguste Renoir, Georges Seurat i Vincent van Gogh.
- Sardanapalova smrt, 1827., Muzej Louvre, Pariz
- Autoportret, 1837., Louvre
- Frédéric Chopin (1838.), Louvre, Pariz
- George Sand, 1838., Ordrupgaard-Museum, Kopenhagen
- Križari ulaze u Carigrad (1840.), Louvre, Pariz
- Sultan Maroka, 1845., Musée des Augustins, Toulouse
- Lov na lavove, 1861., Chicago
- Bitka kod Taillebourga, 1834., ulje na platnu, Muzej Louvre, Pariz

## Vanjske poveznice
- Kratka biografija  Arhivirana inačica izvorne stranice od 3. svibnja 2015. (Wayback Machine)
- Le musée national Eugène Delacroix Državni muzej Eugènea Delacroixa (fr.)
- Delacroix na Web Gallery of Art (engl.)